# Wihomarc
Wihomarc (także Wiomarc'h lub Guyomard, zm. 825), przywódca Bretończyków, który zbuntował się przeciwko zwierzchnictwu Franków w 822 r. i prowadził walkę aż do swojej śmierci. Przyczyną rebelii było najprawdopodobniej utworzenie przez Franków nowego hrabstwa Poutrocoet, co nastąpiło pomiędzy 818 a 820 r.
Było to pierwsze bretońskie powstanie od czasu rebelii Mormana, stłumionej przez cesarza Ludwika Pobożnego w 818 r. Pod koniec 822 r. hrabia Lambert I z Nantes poprowadził innych hrabiów marchii bretońskiej do walki przeciwko Wihomarcowi. Nie odniósł jednak większych sukcesów i w 824 r. cesarz Ludwik zdecydował się osobiście ruszyć na Bretanię. Armia cesarska skoncentrowała się we wrześniu w Rennes.
Podzielono ją na trzy oddziały, jeden pod osobistym dowództwem cesarza i dwa dowodzone przez jego synów - Pepina i Ludwika. Przez sześć tygodni Frankowie plądrowali Bretanię, ale Wihomarc wciąż był nieuchwytny i w listopadzie Frankowie powrócili do Rouen.
W maju 825 r. Wihomarc i inni przywódcy Bretończyków udali się do Akwizgranu, gdzie mieli zawrzeć pokój z Ludwikiem. Cesarz obiecał im nietykalność, dał im bogate dary oraz inne prezenty w zamian za lojalność. Wihomarc wrócił do Bretanii, gdzie jednak został zamordowany przez Lamberta z Nantes.
Istnieje hipoteza, że od Wihomarca wywodzi się ród wicehrabiów Léon, w którym imię Wihomarc jest bardzo popularne.